# Pižmovka
Pižmovka ali arnelovka (znanstveno ime Ondatra zibethicus) je srednje velik glodavec (pripadnik reda Rodentia), ki živi na obvodnih območjih. Je edina vrsta rodu Ondatra. Izvira iz Severne Amerike, od koder je bila prinešena v dele Evrope, Azije in Južne Amerike. Pižmovka je uspešna vrsta v različnih podnebjih in življenjskih okoljih, je vsejeda in zelo prilagodljiva žival.

## Opis
Odrasla pižmovka je dolga od 40 do 60 cm, skoraj polovico od tega predstavlja rep, in tehta med 0,7 in 1,8 kg. Pokrita je s kratko, gosto dlako srednje do temno rjave barve. Trebuh je nekoliko svetlejši in se s starostjo delno sivo obarva. Krzno ima dve plasti, kar ščiti žival pred hladno vodo. Dolgi rep je pokrit z luskami namesto z dlako in je rahlo bočno sploščen. Žival si z njim pomaga pri plavanju. Ko hodi po kopnem, se rep vleče po tleh.
Pižmovke preživijo velik del časa v vodi in so na življenje v vodi zelo dobro prilagojene. Pod vodo lahko vzdržijo 12 do 17 minut. Njihova telesa so manj občutljiva na povečanje koncentracije ogljikovega dioksida, tako kot pri tjulnjih in kitih. Ušesa lahko zaprejo in tako preprečijo vdor vode v sluhovod. Zadnje okončine so na pol prekrite s plavalno kožico, vendar se pri plavanju v glavnem poganjajo in krmarijo z repom.
Pižmovko včasih zamenjajo z nutrijo, ki je tudi glodavec živeč ob vodi in izvira iz Južne Amerike. Pižmovka je manjša, bolj prilagojena hladnejšemu podnebju, in ima bočno sploščen rep, medtem ko je rep nutrije okrogel in podoben podganjemu.